# ジャイロパレット

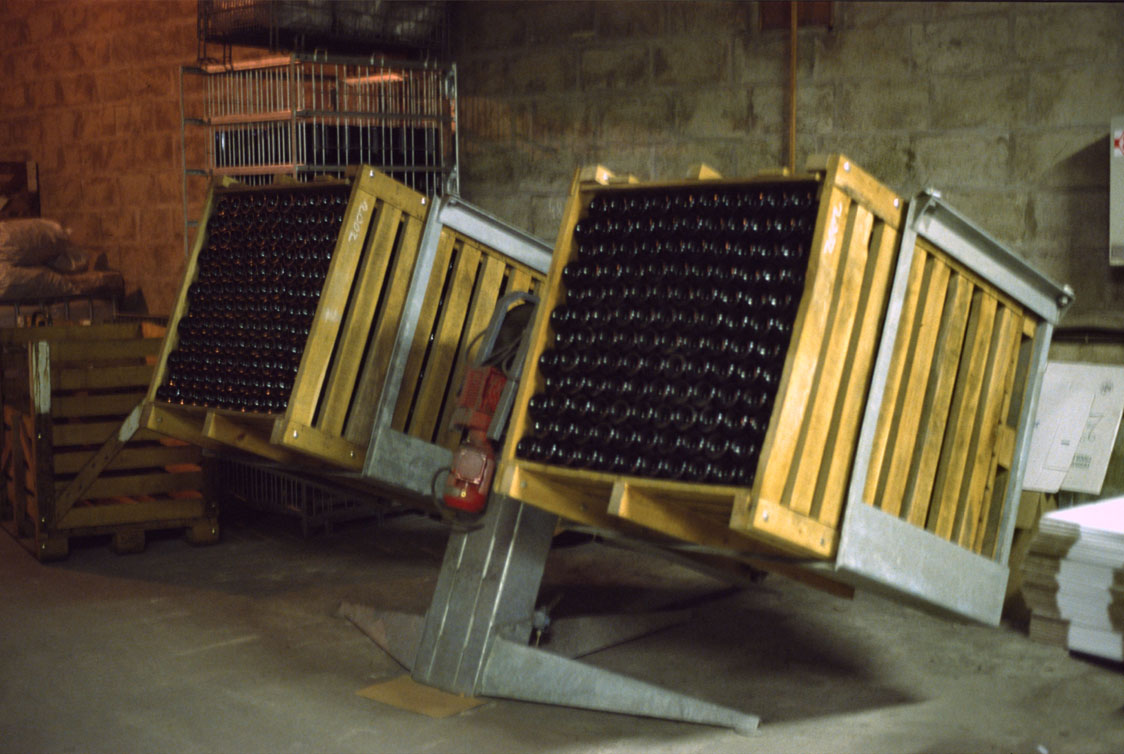
ワインセラーに置かれたジャイロパレット

ジャイロパレット（gyropalette）は、瓶内二次発酵を行う伝統的な製法で作られるシャンパンなどのスパークリングワインの製造に用いられる器具。

## 背景
発酵後のボトルに残った酵母の沈殿物（澱）を取り除くために、「リドリング」（フランス語では「remuage」）が行われる。一定時間ごとにボトルをひねり、少し揺らし、首が下になるように徐々に垂直になるように移動させる。従来は、「ルミュール」と呼ばれるワインセラーで働く人が1本1本、数週間かけて手作業で行っていた。
ジャイロパレットはこの作業を自動化し、一度に多くのボトルを短時間で処理することができる。ボトルはケージに入れられ、モーターと自動制御によってレミューアの動作を模した形で動かされる。
ジャイロパレットは、フランスの2人の醸造家、クロード・カザルスとジャック・デュシオンによって発明され、1968年に特許 を申請した。 スペインでは1970年代半ばにCava生産者のコドルニウ が最初のビッグユーザーとなり導入されている。現在、殆どのシャンパーニュを含む伝統的な製法で生産されるスパークリングワインは、ジャイロパレットを使用して生産されている。一方、一部の高級ワインにはまだ手動式が使われている。